# Stictopisthus formosus
Stictopisthus formosus är en stekelart som först beskrevs av Bridgman 1882.  Stictopisthus formosus ingår i släktet Stictopisthus och familjen brokparasitsteklar. Inga underarter finns listade i Catalogue of Life.